# Fugazi Live Series
Fugazi Live Series — серия, состоящая из 30 записей концертных выступлений американской рок-группы Fugazi, выпущенная в формате CD-R в 2004 и 2005 году.
Любой из выпусков серии включает в себя полную аудиозапись концерта, со всеми заминками и репликами музыкантов между песнями, что превращает серию в подробный портрет группы в разные периоды времени. Качество звука отличается от диска к диску. Обложка первого блока дисков серии украшена одной и той же фотографией, сделанной во время первого концерта группы в Wilson Center.

## История
На протяжении многих лет существования группа Fugazi делала аудиозаписи своих концертов. Большинство записей являлись результатом комбинировай записи с пульта и микрофонов. В результате, у группы скопился архив из сотен записей их концертов. 30 аудиозаписей из этого архива были переведены в форматы CD и MP3. Каждый диск серии упаковывался в однотипную обложку и дополнялся вкладышем с информацией и списком композиций.

## Первый сэт
Первый сэт состоял из двадцати концертных записей, выпущенных в апреле 2004.
- 01 9-3-87 Washington, DC / Wilson Center

Это первый концерт Fugazi. Ги Пиччотто ещё не был участником группы. Включена прежде не выпущенная композиция «Turn Off Your Guns».
Fugazi выступили в рамках благотворительного шоу в честь вашингтонского коллектива активистов "Positive Force". Группа звучала довольно сыро — Иэн МакКей впервые выполнял на сцене обязанности вокалиста и гитариста одновременно. Но даже порвавшиеся струны и смазанная концовка композиции "Furniture" не помешали многим людям понять, что это выступление — важная веха для вашингтонской сцены. Сложно не заметить отсутствие второго гитариста/вокалиста группы Ги Пиччотто, что сразу же помогает оценить его вклад в Fugazi.
- 02 12-28-87 Washington, DC / DC Space

В треклист включена прежде не выпущенная (не считая Том 1 серии) композиция «Turn Off Your Guns».
По словам МакКея именно на этом шоу Пиччото стал в полной мере участником группы:

Ги был на нашем первом концерте в качестве слушателя (но помните о том, что он был чрезвычайно близким нашим другом), на второй и третий концерт он съездил с нами как фэн группы, и, я думаю, к четвёртому или пятому концерту он уже подпевал бэк-вокал. И, думаю, первой песней, которую он с нами спел в полном формате, стала "break in" и было это на концерте в клубе под названием dcspace в октябре 1987.
Оригинальный текст (англ.)Guy was present at our first show as a spectator (but keep in mind that he was an extremely close friend of ours), the second and third show as roadie, and i think by 4 or 5 show[s] he was singing back up vocals. i think the first song he sang lead on, 'break in', we did at a club called dcspace in october 1987.

- 03 10-8-90 Bielefeld, Germany / PC69
- 04 11-6-90 Nancy, France / Terminal Export (2 диска)
- 05 8-17-91 Calgary, Canada / MacKewen Hall
- 06 6-28-92 Berlin, Germany / Tempodrom (2 диска)
- 07 2-14-93 Ft. Lauderdale, Florida / The Edge
- 08 8-7-93 Washington, DC / Washington Monument (2 диска)
- 09 9-4-93 Pontiac, Michigan / Plaza Amphitheater
  - Early copies of the disc erroneously placed this show in Detroit, Michigan.
- 10 11-17-93 Canberra, Australia / Anu Bar (2 диска)
- 11 8-26-94 Curitiba, Brasil / 92 Degrees (2 диска)
- 12 10-9-95 Peoria, Illinois / Expo Center (2 диска)
- 13 10-27-95 Seattle, Washington / DV8 (2 диска)
  - Часть «Forensic Scene» с этого концерта можно видеть в фильме Instrument.
- 14 10-30-96 Sapporo, Japan / Counteraction
- 15 11-2-96 Hong Kong / South Island School Hall
  - Треклист включает запись с саундчека: «Place Position» и «Cassavetes».
- 16 5-2-97 NYC, New York / NYU Loeb Center (2 диска)
- 17 7-1-97 Dunedin, New Zealand / The Room (2 диска)
  - Треклист включает инструментальную импровизацию, исполненную в то время, как техники разбирались с проблемами.
- 18 9-3-97 Washington, DC / Wilson Center (2 диска)
  - Первый концерт Fugazi в честь десятилетнего юбилея. Съемки с этого выступления включены в фильм Instrument.
- 19 7-24-98 Fredericton, Canada / New Maryland Recreation Center (2 диска)
- 20 5-7-99 Kilkenney, Ireland / Friary Hall (2 диска)

## Второй сет
Второй сэт включает в себя десять концертных записей, изданных в 2005 году.
- 21 3-16-90 Gainesville, Florida / American Legion Hall
- 22 10-14-91 Sydney, Australia / Triple J Radio
  - Студийная концертная запись. Треклист включает в себя невыпущенный ранее инструментальный трек с пианино. На обложке изображен Пиччиотто лицом к лицу с кенгуру.
- 23 5-29-92 Bordeaux, France / Theatre Barbey (2 диска)
- 24 8-9-93 Washington, DC / Fort Reno Park
  - Треклист включает инструментальную версию «By You», и эпизод «Ice Cream Eating Motherfucker», включенный в фильм Instrument.
- 25 8-28-93 Kansas City, Kansas / Memorial Hall (2 диска)
- 26 10-6-99 Geneva, Switzerland / L’usine (2 диска)
  - Треклист включает инструментальную версию композиции «Ex-Spectator».
- 27 3-27-02 New Orleans, Louisiana / Tipitina’s (2 диска)
- 28 10-22-02 Birmingham, UK / The Sanctuary (2 диска)
- 29 10-31-02 Leeds, UK / Metropolitan University Student’s Union (2 диска)
- 30 11-4-02 London, UK/ The Forum (2 диска)
  - Последнее выступление Fugazi перед их текущим бессрочным отпуском. Треклист включает редко исполняемый трек «Lusty Scripps».

## Список литературы
1. 1 2  Fugazi Live Series, Vol. 1: 9-3-87 Washington DC, Wilson Center - Fugazi | AllMusic
2. ↑  search the site. Дата обращения: 30 марта 2011. Архивировано 28 апреля 2011 года.